# Strathclyde
Strathclyde (en gaélico escocés: Srath Chluaidh) era una de las nueve antiguas regiones en que estaba dividida administrativamente Escocia desde que fue creada en 1975 por la Ley de Gobierno Local de Escocia de 1973 hasta su disolución en 1996 por la Ley de Gobierno Local de Escocia de 1994. La región estaba a su vez dividida en 19 distritos, abarcaba una superficie de aproximadamente 13.000 km² y tenía una población de 2,3 millones de personas. Su capital estaba situada en la ciudad de Glasgow. Recibió este nombre por el Reino de Strathclyde, que estuvo asentado entre los siglos IX y XI en aproximadamente esta misma zona. Políticamente la región fue gobernada por el Partido Laborista.
La región se formó con la unión de los antiguos condados de Glasgow, Ayr, Bute, Dunbarton, Lanark, Renfrew y parte de los de Argyll y Stirling. El territorio se dividió en 19 distritos que a su vez estaban agrupados en 9 subregiones:
| Subregión       | Distritos               |
| --------------- | ----------------------- |
| Argyll and Bute | Argyll and Bute         |
| Ayr             | Cumnock and Doon Valley |
| Ayr             | Cunninghame             |
| Ayr             | Kilmarnock and Loudoun  |
| Ayr             | Kyle and Carrick        |
| Dumbarton       | Bearsden and Milngavie  |
| Dumbarton       | Clydebank               |
| Dumbarton       | Cumbernauld and Kilsyth |
| Dumbarton       | Dumbarton               |
| Dumbarton       | Strathkelvin            |
| Glasgow         | Glasgow                 |
| Lanark          | Clydesdale              |
| Lanark          | East Kilbride           |
| Lanark          | Hamilton                |
| Lanark          | Monklands               |
| Lanark          | Motherwell              |
| Renfrew         | Eastwood                |
| Renfrew         | Renfrew                 |
| Renfrew         | Inverclyde              |

En 1996 se abolió la administración de dos niveles y se implantó una administración unitaria. La región de Strathclyde fue entonces dividida en doce nuevos Consejos unitarios (en inglés:Council area), con la siguiente composición:
| Consejo unitario                                          | Composición (a partir de los antiguos distritos, como se especificaba en la Ley de Gobierno Local de Escocia de 1994)                                              |
| --------------------------------------------------------- | --- |
| Argyll and Bute                                           | Distrito de Argyll and Bute y parte del de Dumbarton (Helensburg y parte del Valle de Leven)                                                                       |
| East Ayrshire                                             | Distritos de Kilmarnock and Loudoun y Cumnock and Doon Valley |
| East Dunbartonshire                                       | Distritos de Bearsden and Milngavie y parte del de Strathkelvin (Kirkintilloch, Strathkelvin North, Bishopbriggs y South Lenzie/Waterside)                         |
| East Renfrewshire                                         | Distrito de Eastwood y parte del de Renfrew (Barrhead) |
| Glasgow                                                   | Distrito de Glasgow excepto Rutherglen/Fernhill, Cambuslang/Halfway, Glasgow/Halfway y parte de King's Park/Toryglen                                               |
| Inverclyde                                                | Distrito de Inverclyde |
| North Ayrshire                                            | Distrito de Cunninghame |
| North Lanarkshire                                         | Distritos de Cumbernauld and Kilsyth, Monklands, Motherwell y parte del de Strathkelvin (Chryston)                                                                 |
| Renfrewshire                                              | Distrito de Renfrew excepto Barrhead |
| South Ayrshire                                            | Distrito de Kyle and Carrick |
| South Lanarkshire                                         | Distrito de Clydesdale, East Kilbride y Hamilton y parte del de Glasgow (Rutherglen/Fernhill, Cambuslang/Halfway, Glasgow/Halfway y parte de King's Park/Toryglen) |
| West Dunbartonshire (Creado como Dumbarton and Clydebank) | Distrito de Clydebank y parte de Dumbarton (Valle de Leven) |